# سيلفيو ليونارد
سيلفيو ليونارد هو منافس ألعاب قوى كوبي، ولد في 20 سبتمبر 1955 في سينفويغوس في كوبا.

## وصلات خارجية
- سيلفيو ليونارد على موقع الاتحاد الدولي لألعاب القوى (الإنجليزية)
- سيلفيو ليونارد على موقع اللجنة الأولمبية الدولية (الإنجليزية)
- سيلفيو ليونارد على موقع أوليمبيديا (الإنجليزية)